# Zoötomie
Zoötomie of dieranatomie is de zoölogische discipline die zich op dierlijke anatomie, in het bijzonder op de ontleding van dieren concentreert.
Zoötomie komt van het Grieks: zōion (ζῷον) betekent dier en anatomē (ἀνατομή) betekent ontleding.
Er zijn verscheidene specialisaties binnen de dieranatomie, zoals voor de verschillende diergroepen (bijvoorbeeld insectenanatomie, menselijke anatomie), maar ook naar weefsels, organen en orgaanstelsels (bijvoorbeeld hersenanatomie).
De vergelijkende anatomie  is de studie van overeenkomsten en verschillen tussen organismen. Het is nauw verwant met evolutiebiologie en met fylogenetica.